# Carlo Pavesi
Carlo Pavesi (10. června 1923 Voghera – 24. března 1995 Milán) byl italský sportovní šermíř, který se specializoval na šerm kordem.
Itálii reprezentoval v padesátých letech. Na olympijských hrách startoval v roce 1952, 1956 a 1960 v soutěži jednotlivců a družstev v šermu kordem. V roce 1956 vybojoval zlatou olympijskou medaili v soutěži jednotlivců. V roce 1951 a 1954 se v soutěži jednotlivců na mistrovství světa umístil na druhém místě. S italských družstvem kordistů dominoval v padesátých letech mezinárodním soutěžím družstev. V roce 1952, 1956 a 1960 vybojoval s družstvem zlatou olympijskou medaili a získal celkově šest titulů mistra světa.